# Тобі Себастіан
Тобі Себастіан (англ. Toby Sebastian; нар. 26 лютого 1992, Оксфорд, Англія, Велика Британія) — англійський актор і музикант, який відомий телеглядачам роллю Трістана Мартелла в серіалі «Гра престолів».

## Біографія
Тобі Себастіан народився в Оксфорді, Велика Британія в родині ресторатора Клінтона та танцівниці Дебори. У нього є сестри: Арабелла, яка працює акторкою в Лондоні, Флоренс, відома виконанням головної ролі в драматичному фільмі «Леді Макбет» і Рафаела, зіграла невелику роль у фільмі «Народжений війною». Коли Тобі було сім років, родина переїхала в Андалусію, Іспанія, там хлопчик брав уроки гри на гітарі. У десятирічному віці він повернувся в Оксфорд. Себастіан навчався в незалежній школі неподалік Вітні, Оксфордшир.

## Кар'єра
Себастіан дебютував на телеекрані з епізодичної появи в серіалі «Порожня корона», потім він з'явився у фільмі «Філософи». У 2013 Тобі отримав роль у фільмі «Особливо небезпечна», а наступного року приєднався до акторського складу міні-серіалу «Червоне шатро», знятого на основі однойменного бестселлеру американської письменниці Аніти Діамант. Крім того, у 2014 році актор приєднався до зйомок п'ятого сезону телесеріалу «Гра престолів». У ньому Себастіан виконав роль Трістана Мартелла — сина принца Дорну, якого обручили з Мірцеллою Баратеон як частину союзу, запропонованого Тайвіном Ланністером.
У 2015 з'явились фото зі зйомок драми «Музика, війна та кохання» у Варшаві, в якому Себастіан знімався разом з Конні Нільсен, Стеллан Скашгорд, Малгожата Кожуховська. У 2016 Тобі отримав роль Андреа Бочеллі у біографічному фільмі, сюжет якого заснований на мемуарах італійського співака.

## Фільмографія
| Рік       |   | Українська назва                        | Оригінальна назва                           | Роль            |
| --------- | - | --------------------------------------- | ------------------------------------------- | --------------- |
| 2012      | с | Порожня корона                          | The Hollow Crown                            | солдат          |
| 2013      | ф | Філософи                                | The Philosophers                            | Расселл         |
| 2014      | с | Червоне шатро                           | The Red Tent                                | Ре-мос          |
| 2015      | ф | Особливо небезпечна                     | Barely Lethal                               | Фентон          |
| 2015—2016 | с | Гра престолів                           | Game of Thrones                             | Трістан Мартелл |
| 2016      | ф | Як стати великим, незважаючи на батьків | Come diventare grandi nonostante i genitori | Пет             |
| 2017      | ф | Музика мовчання                         | La musica del silenzio                      | Амос            |
| 2017      | с | Все що тобі потрібно — це я             | All You Need Is Me                          | Джонні          |
| 2017      | ф | Музика, війна та кохання                | Music, War and Love                         | Влад Дагмаров   |
| 2018      | ф |                                         | Trading Paint                               | Кем             |